# Kaj Johnson
Kaj Johnson (* 9. September 1984 in Edmonton, Alberta) ist ein kanadischer Naturbahnrodler, der sowohl im Einsitzer als auch im Doppelsitzer zu den international erfolgreichsten seines Landes zählt. Mit zwei zehnten Plätzen in Weltcuprennen und einem elften Platz bei der Weltmeisterschaft 2007 erzielte er die bisher besten Resultate eines Kanadiers im Einsitzer bei diesen Wettbewerben. Außerdem bildete er 2009 mit Greg Jones das erste kanadische Doppelsitzerpaar, das an einer Weltmeisterschaft teilnahm. Johnson lebt in Rankin Inlet an der Hudson Bay und ist Polizist der Royal Canadian Mounted Police.

## Karriere
Zu Beginn seiner internationalen Karriere startete Kaj Johnson nur im Einsitzer. Er nahm in den Jahren 2002 und 2004 an den Juniorenweltmeisterschaften teil und erzielte dabei als bestes Ergebnis den 17. Platz bei der Junioren-WM 2004 in Kindberg. In der Saison 2002/2003 bestritt er seine ersten beiden Weltcuprennen, bei denen ein 24. Platz in Hüttau – seinem ersten Weltcuprennen – das beste Resultat war. In der Saison 2003/2004 nahm er ebenfalls an zwei Weltcuprennen teil und diesmal fuhr er mit Platz 18 in Grande Prairie, im ersten Weltcuprennen überhaupt das in seinem Heimatland Kanada stattfand, zum ersten Mal unter die schnellsten 20. Auch im nächsten Winter, in dem er – wie auch alle anderen Kanadier – an drei Weltcuprennen teilnahm, war ein 18. Platz, diesmal in Latzfons, sein bestes Resultat. Seit 2004 startet Johnson auch bei internationalen Titelkämpfen, also bei Weltmeisterschaften und Europameisterschaften, an denen auch Nicht-Europäer teilnehmen können. Mit Platz 27 bei der Europameisterschaft 2004 in Hüttau und Rang 30 bei der Weltmeisterschaft 2005 in Latsch konnte er sich jeweils im hinteren Mittelfeld platzieren. Bei der WM 2005 startete er gemeinsam mit Melissa Jones sowie Galabin Bozew und Slatomir Sdrawkow auch als kanadisch-bulgarisches Team im Mannschaftswettbewerb, erreichte dabei aber nur den zehnten und letzten Platz.
In der Saison 2005/2006 fuhr Johnson in den vier Weltcuprennen, an denen er teilnahm, dreimal unter die schnellsten 20. Sein bestes Resultat war ein 17. Platz in Olang. In seinen beiden Heimrennen in Grande Prairie wurde er jeweils 18. Im selben Winter nahm er gemeinsam mit Greg Jones auch zum ersten Mal an einem Weltcuprennen im Doppelsitzer teil. Sie kamen in Olang allerdings mit großem Rückstand nur auf den 14. und letzten Platz und vorerst blieb dies sein einziger Start im Doppelsitzer. In der Saison 2006/2007 nahmen alle kanadischen Naturbahnrodler nur an einem einzigen Weltcuprennen, am 21. Januar 2007 in Löngiarü, teil. Johnson belegte als bester der drei Kanadier den 25. Platz. Vier Wochen nach diesem Rennen fand in Grande Prairie die Weltmeisterschaft 2007 statt. Sie war die erste WM in Kanada und zugleich die erste außerhalb Europas. Die kanadischen Naturbahnrodler erhofften sich nach langem Training auf der WM-Strecke gute Platzierungen und erreichten diese auch. Kaj Johnson, der nach dem ersten Lauf sogar an siebenter Stelle lag, erreichte nach drei Wertungsdurchgängen schließlich den elften Platz und damit das bisher beste WM-Ergebnis, das je ein Kanadier im Herren-Einsitzer erzielte. Auch sein Teamkollege John Gibson blieb mit dem 16. Platz noch vor dem alten Rekord, nämlich den 21. Plätzen von Wolfgang Schröttner 1992 und Corey Pusey 2003 sowie 2005.
Seit dem Winter 2007/2008 startet Johnson in allen Weltcuprennen, wodurch sich seine Platzierungen im Gesamtweltcup deutlich verbesserten und er seither immer unter die besten 20 im Endklassement kam. In der Saison 2007/2008 fuhr er in allen sechs Weltcuprennen unter die schnellsten 20, war aber nie besser als 17. und erreichte damit den 18. Platz im Gesamtweltcup. Auch in der Saison 2008/2009 war er nie schlechter als 20. und fuhr mit zwei 13. Plätzen in Unterammergau und beim Finale in Nowouralsk erstmals unter die besten 15 eines Weltcuprennens. Im Gesamtweltcup erreichte er damit den 15. Platz und zugleich sein bisher bestes Gesamtergebnis. Gemeinsam mit Greg Jones nahm er auch wieder an vier Weltcuprennen im Doppelsitzer teil, war dabei aber nie besser als Vorletzter. Zu Beginn der Saison 2009/2010 fuhr Johnson mit seinen beiden zehnten Plätzen in Nowouralsk als erster Kanadier im Einsitzer überhaupt unter die besten zehn eines Weltcuprennens. Im weiteren Saisonverlauf fuhr er noch dreimal unter die schnellsten 15, doch weil er wie alle Kanadier nicht am Saisonfinale in Garmisch-Partenkirchen teilnahm, kam er im Gesamtweltcup nur auf Platz 16, war aber dennoch zum vierten Mal in Folge bester Kanadier in der Gesamtwertung. Bei den Europameisterschaften 2008 in Olang und 2010 in St. Sebastian, an denen Johnson als jeweils einziger Kanadier teilnahm, erreichte er beide Male den 14. Platz. Bei der Weltmeisterschaft 2009 in Moos in Passeier kam er hingegen nur auf Platz 25 im Einsitzer. Gemeinsam mit Greg Jones im Doppelsitzer sowie den Einsitzern John Gibson und der für Bosnien und Herzegowina startenden Irma Karišik nahm er auch am Mannschaftswettbewerb teil, wo das Team unter zehn Mannschaften den neunten Platz erzielte. Mit Greg Jones startete er auch als erstes kanadisches Doppel überhaupt im Doppelsitzerwettbewerb bei einer Weltmeisterschaft. Sie belegten den elften Platz von 13 Doppelsitzern.
In der Saison 2010/2011 nahm Johnson – wie alle Kanadier – nur am vierten Weltcuprennen teil, das er als bester der drei Kanadier an 13. Position beendete. Bei der eine Woche später stattfindenden Weltmeisterschaft 2011 in Umhausen belegte er wiederum als bester seines Landes den 15. Platz im Einsitzer. In der Saison 2011/2012 bestritt Johnson drei der sechs Weltcuprennen, wobei ein 13. Platz in Deutschnofen sein bestes Resultat war.

## Erfolge

### Weltmeisterschaften
- Latsch 2005: 30. Einsitzer, 10. Mannschaft
- Grande Prairie 2007: 11. Einsitzer
- Moos in Passeier 2009: 25. Einsitzer, 11. Doppelsitzer (mit Greg Jones), 9. Mannschaft
- Umhausen 2011: 15. Einsitzer

### Europameisterschaften
- Hüttau 2004: 27. Einsitzer
- Olang 2008: 14. Einsitzer
- St. Sebastian 2010: 14. Einsitzer

### Juniorenweltmeisterschaften
- Gsies 2002: 23. Einsitzer
- Kindberg 2004: 17. Einsitzer

### Weltcup
- Dreimal unter den besten 20 im Einsitzer-Gesamtweltcup
- Zweimal unter den besten 20 im Doppelsitzer-Gesamtweltcup
- 2 Top-10-Resultate in Einsitzer-Weltcuprennen
- 3 Top-10-Resultate in Doppelsitzer-Weltcuprennen